# Behind Closed Doors (Charlie Rich)
Behind Closed Doors è un brano musicale di musica country scritto da Kenny O'Dell e interpretato dal cantante Charlie Rich, che lo ha pubblicato come singolo nel 1973, estratto dall'album omonimo.

## Tracce
- 7"

1. Behind Closed Doors
2. A Sunday Kind of Woman

## Premi
- Country Music Association Awards
  - 1973: "singolo dell'anno", "canzone dell'anno"
- Academy of Country Music
  - 1974: "singolo dell'anno", "canzone dell'anno"
- Grammy Award
  - 1974: "miglior canzone country", "miglior interpretazione country vocale maschile"

## Classifiche
| Classifica (1973-74) | Posizione raggiunta |
| -------------------- | ------------------- |
| Stati Uniti          | 15                  |
| Regno Unito          | 16                  |